# 臺灣省編譯館
臺灣省編譯館是中華民國在台灣省行政長官公署時期設置的1個文化機關，1946年7月10日成立，1947年5月16日撤廢。僅有的1位館長是許壽裳（1946年7月10日派任）。辦公地址是原臺灣教育會館（當時叫做龍口街，後改名襄陽街，再改為今名南海路）。

## 簡介
臺灣省編譯館為1個編譯機構，並為大規模之圖書編印機關。編譯工作包括：特編中小學文史教本、編中小學教師的參考讀物、編公務員及民眾閱讀的小冊、編譯辭典、譯世界名著等。
該館設有學校教材組、社會讀物組、名著編譯組、台灣研究組4個組。朱文叔是學校教材組主任，鄒謙是社會讀物組主任，李霽野是名著編譯組主任，楊雲萍（友濂，留日，台灣人）是台灣研究組主任，王鶴清是秘書室主任。朱雲影（留日，前國民政府軍事委員會研究員）曾任資料室主任。
編譯人員分編纂、編審、編輯；幹事、助理編輯；助理幹事（編纂相當正教授，編審相當副教授，編輯；幹事相當講師，助理編輯；助理幹事相當助教）。館內有其他關係機關撥用及移交的圖書2萬冊，行政長官公署另撥圖書費台幣100萬元買圖書。
許壽裳館長在1946年8月10日的記者會上說：「要發揚台灣文化特殊之造詣，造成孜孜不倦之學術風氣；因此要有晉、唐人翻譯佛經典之勇氣與魄力，至少完成五六百本大學讀物，開創我國學術研究之新局面。」「若把過去數十年間日本專門學者從事台灣研究之成果加以翻譯與整理，余相信至少有100大本。」「台灣研究組，現在吾等之計畫則（一）台灣文獻目錄之編纂，（二）善本書之印行，（三）搜集並刊印日本專家之名作，（四）收集日本統治時代之檔案加以整理研究，（五）收集台灣學校發表研究作品。」（名著編譯組）「最初之工作，應特別注重（一）民主教養讀物。（二）民生教養讀物。（三）科學技術修養讀物。（四）第二次世界大戰之史實。（五）最近將來國際情勢之演變等。」（詳見1946年8月11日《民報》）
許壽裳邀來多位留日學人謝似顏、朱雲影、傅溥、姜琦、朱文叔、羅根澤、鄒謙、顧福漕、戴君仁、鄭桓、沈共達和原台北帝國大學教員淺井惠倫、國分直一、池田敏雄、立石鐵臣擔任編纂或編審，留日學人和留用日本學人外，還有魯迅的學生李霽野、李何林、金溟若（留日）、黃榮燦（木刻講習會學員）；許的學生袁珂、何欣、陳嗣英和青年人黃承燊、楊乃藩、繆天華（音樂學家繆天瑞的弟弟，當時繆天瑞也在台灣工作）、周家鳳等和賴子清等台灣文人。
1947年5月10日，國民政府當局決議撤廢臺灣省編譯館，5月16日裁撤。從任命館長到決議裁撤，期間9個月。未完成的編譯工作移到臺灣省政府教育廳編審委員會，許館長非常重視的台灣研究就此畫下句點。
面臨人員出路問題的許館長，同日接任國立臺灣大學中國文學系教授兼文學系主任，介紹原臺灣省編譯館同仁到台大其他科系或國立台灣師範大學任教，楊雲萍、李霽野、李何林、金溟若、周學普、國分直一、立石鐵臣、謝康等到台大；黃榮燦、姜琦、朱雲影、傅溥、謝似顏、繆天華、何欣等到台師大，袁珂等到教育廳。

## 主要出版物
- 《四季随笔》（英國吉辛原作，李霽野譯）
- 《怎樣學習國語和國文》（許壽裳著）